# Évolution territoriale du Mexique

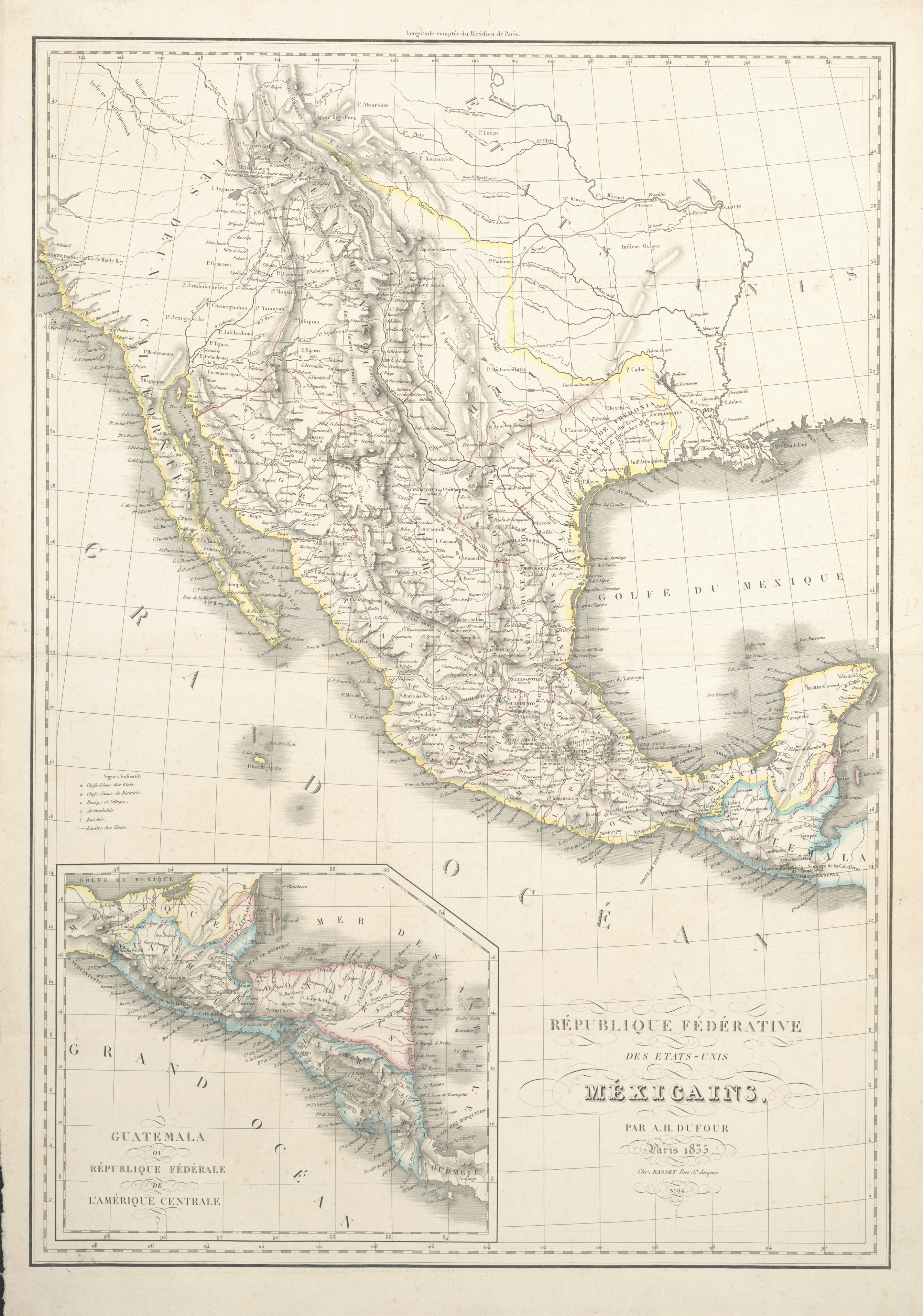
République fédérative des états-unis méxicains, Auguste Henri Dufour, 1835

Cet article recense l'évolution territoriale du Mexique, de façon chronologique. Il liste les modifications internes et externes des différentes entités ayant précédé le Mexique actuel,.
- Subdivisions par intendances impériales, le 17 novembre 1821 après l'indépendance du Mexique, le Premier Empire mexicain était formé par les intendances qui portaient les noms de : Les Californies, Mexico, Nouveau-Mexico, Texas, Nouvelle-Biscaye, Coahuila, Nouveau Royaume de León, Nouvelle-Santander, Sonora, Zacatecas, San Luis Potosí, Guanajuato, Querétaro, Puebla, Guadalajara, Oaxaca, Mérida de Yucatán, Valladolid, Veracruz, Guatemala, El Salvador, Honduras, Nicaragua et Costa Rica.
- Subdivisions par états et territoires fédéraux, le 4 octobre 1824 l'organisation territoriale du Mexique est réorganisé par états et territoires sous une république fédérale. Dès avant la promulgation de la constitution, les États, anciennes provinces de la Nouvelle-Espagne qui allaient constituer la fédération, avaient commencer à rédiger leurs propres constitutions. En revanche, l'Amérique centrale, qui avait appartenu a l'Empire mexicain indépendant, décide, le 1824, de s'en séparer, et de former elle-même une fédération, les Provinces unies d'Amérique centrale. Cependant, la province du Chiapas décide, par référendum, de rester au Mexique et de s'y intégrer comme État.
- Subdivisions par départements républicains, le 30 juin 1838 l'organisation territoriale du Mexique est réorganisé par départements sous une république centrale qui portaient les noms de : Coahuila, Tejas, Michoacán, Mexico, Las Californias, Sonora, Chihuahua, Durango, Zacatecas, Jalisco, Guanajuato, Puebla, Oaxaca, Veracruz, Tabasco, Chiapas, Yucatán, Nuevo León, Tamaulipas, Sinaloa, Aguascalientes, Querétaro, San Luis Potosí, Nuevo México.
- Subdivisions par départements impériaux, le 3 mars 1865 l'organisation territoriale du Mexique est réorganisé par départements impériaux sous une monarchie constitutionnelle du Second Empire mexicain qui portaient les noms de : Yucatán, Iturbide, Campeche, Querétaro, La Laguna, Guerrero, Tabasco, Acapulco, Chiapas, Michoacán, Tehuantepec, Tancítaro, Oaxaca, Guanajuato, Ejutla, Aguascalientes, Teposcolula, Zacatecas, Veracruz, Fresnillo, Tuxpan, El Potosí, Puebla, Matehuala, Tlaxcala, Tamaulipas, Valle de Mexico, Matamoros, Tulancingo, Nuevo León, Tula, Coahuila, Toluca, Mapimí, Mazatlán, Sinaloa, Durango, Nazas, Álamos, Tancítaro, Sonora, Coalcomán, Arizona, Colima, Huejuquilla, Jalisco, Batopilas, Autlán, Chihuahua, Nayarit, Californie.

## Organisation administrative et politique de la division territoriale

### Chronologie

#### 1821–1824
| De l'indépendance à la Constitution de 1824 | De l'indépendance à la Constitution de 1824 | De l'indépendance à la Constitution de 1824 | De l'indépendance à la Constitution de 1824 | De l'indépendance à la Constitution de 1824 | De l'indépendance à la Constitution de 1824 | De l'indépendance à la Constitution de 1824 | De l'indépendance à la Constitution de 1824 |
| Carte | Date | Description |                                             |                                             |                                             |                                             |                                             |
| --- | --- | --- | ------------------------------------------- | ------------------------------------------- | ------------------------------------------- | ------------------------------------------- | ------------------------------------------- |
| Carte du Mexique en 1821 · Carte du Mexique en 1821 | 27 septembre 1821 | L'organisation territoriale du Premier Empire mexicain fut l'extension maximale du Mexique indépendant : 4 925 283 km2[réf. nécessaire]. Les 24 intendences de l'Empire étaient : \| - Las Californias - Province de Baja California - Province d'Alta California - México - Santa Fe du Nouveau-Mexique - Texas - Nouvelle-Biscaye - Province de Chihuahua - Province de Durango - Coahuila - Nouveau royaume de Léon - Nouvelle-Santander - Sonora - Zacatecas - San Luis Potosí - Guanajuato \| - Querétaro - Puebla - Guadalajara - Province de Nayarit - Province de Colima - Oaxaca - Mérida de Yucatán - Province de Campeche - Province de Tabasco - Valladolid - Veracruz - Guatemala - Province de Chiapas - El Salvador - Honduras - Nicaragua - Costa Rica \| \| ---------------------------------------------------------------------------------------------------------------------------------------------------------------------------------------------------------------------------------------------------------------------------------------------------------- \| ------------------------------------------------------------------------------------------------------------------------------------------------------------------------------------------------------------------------------------------------------------------- \| |                                             |                                             |                                             |                                             |                                             |
| | | |                                             |                                             |                                             |                                             |                                             |
| Carte du Mexique en 1823 · Carte du Mexique en 1823 | 21 mai 1823 | L'organisation territoriale pendant l'intérim du gouvernement du Mexique après l'établissement de la République le 21 mai 1823 et avant le décret de la Constitution Fédérale du Mexique le 31 janvier 1824 - la période entre la fin du Premier Empire mexicain et la création de la république fédérale des États-Unis mexicains. Après la fin de l'empire, les provinces d'Amérique Centrale décidèrent de ne pas intégrer la République mexicaine nouvellement créée. Le Chiapas (région du Guatemala) ne faisait pas encore partie du Mexique, alors que la région de Soconusco proclamait son indépendance du Mexique le 24 juillet 1824 et fut annexée par la république fédérale d'Amérique centrale le 18 août 1824. |                                             |                                             |                                             |                                             |                                             |
| - Las Californias - Province de Baja California - Province d'Alta California - México - Santa Fe du Nouveau-Mexique - Texas - Nouvelle-Biscaye - Province de Chihuahua - Province de Durango - Coahuila - Nouveau royaume de Léon - Nouvelle-Santander - Sonora - Zacatecas - San Luis Potosí - Guanajuato | - Querétaro - Puebla - Guadalajara - Province de Nayarit - Province de Colima - Oaxaca - Mérida de Yucatán - Province de Campeche - Province de Tabasco - Valladolid - Veracruz - Guatemala - Province de Chiapas - El Salvador - Honduras - Nicaragua - Costa Rica | |                                             |                                             |                                             |                                             |                                             |

#### 1824–1857
| Ordre | Nom              | Date d'admission à la Fédération | Date d'institution du Congrès |
| ----- | ---------------- | -------------------------------- | ----------------------------- |
| 1     | México           | 20/12/1823                       | 02/03/1824                    |
| 2     | Guanajuato       | 20/12/1823                       | 25/03/1825                    |
| 3     | Oaxaca           | 21/12/1823                       | 01/07/1823                    |
| 4     | Puebla           | 21/12/1823                       | 19/03/1824                    |
| 5     | Michoacán        | 22/12/1823                       | 06/04/1824                    |
| 6     | San Luis Potosí  | 22/12/1823                       | 21/04/1824                    |
| 7     | Veracruz         | 22/12/1823                       | 09/05/1824                    |
| 8     | Yucatán          | 23/12/1823                       | 20/08/1823                    |
| 9     | Jalisco          | 23/12/1823                       | 14/09/1823                    |
| 10    | Zacatecas        | 23/12/1823                       | 19/10/1823                    |
| 11    | Querétaro        | 23/12/1823                       | 17/02/1824                    |
| 12    | Sonora y Sinaloa | 10/01/1824                       | 12/09/1824                    |
| 13    | Tabasco          | 07/02/1824                       | 03/05/1824                    |
| 14    | Tamaulipas       | 07/02/1824                       | 07/05/1824                    |
| 15    | Nuevo León       | 07/05/1824                       | 01/08/1824                    |
| 16    | Coahuila y Texas | 07/05/1824                       | 15/08/1824                    |
| 17    | Durango          | 22/05/1824                       | 08/09/1824                    |
| 18    | Chihuahua        | 06/07/1824                       | 08/09/1824                    |
| 19    | Chiapas          | 14/09/1824                       | 05/01/1825                    |

| Alta California                   |
| Territoire de la Basse-Californie |
| Colima                            |
| Santa Fe du Nouveau-Mexique       |

| Ordre | Nom     | Date d'admission |
| ----- | ------- | ---------------- |
| 20    | Sinaloa | 14/10/1830       |

#### 1857–1917
| Ordre | Nom      | Date d'admission à la Fédération | Date d'institution du Congrès |
| ----- | -------- | -------------------------------- | ----------------------------- |
| 21    | Guerrero | 27/10/1849                       | 30/01/1850                    |

| Ordre | Nom            | Date d'admission à la Fédération | Date d'institution du Congrès |
| ----- | -------------- | -------------------------------- | ----------------------------- |
| 22    | Tlaxcala       | 09/12/1856                       | 01/06/1857                    |
| 23    | Colima         | 09/12/1856                       | 19/07/1857                    |
| 24    | Aguascalientes | 05/02/1857                       |                               |

| Ordre | Nom      | Date d'admission à la Fédération | Date d'institution du Congrès |
| ----- | -------- | -------------------------------- | ----------------------------- |
| 25    | Campeche | 29/04/1863                       |                               |

| Ordre | Nom     | Date d'admission à la Fédération | Date d'institution du Congrès |
| ----- | ------- | -------------------------------- | ----------------------------- |
| 26    | Hidalgo | 16/01/1869[réf. souhaitée]       | 16/05/1869                    |

| Ordre | Nom     | Date d'admission à la Fédération | Date d'institution du Congrès |
| ----- | ------- | -------------------------------- | ----------------------------- |
| 27    | Morelos | 17/04/1869[réf. souhaitée]       |                               |

| Ordre | Nom     | Date d'admission à la Fédération | Date d'institution du Congrès |
| ----- | ------- | -------------------------------- | ----------------------------- |
| 28    | Nayarit | 26/01/1917                       |                               |

#### 1917 à aujourd'hui
| Ordre | Nom              | Date d'admission |
| ----- | ---------------- | ---------------- |
| 29    | Basse-Californie | 16/01/1952       |

| Ordre | Nom                     | Date d'admission à la Fédération | Date d'institution du Congrès |
| ----- | ----------------------- | -------------------------------- | ----------------------------- |
| 30    | Quintana Roo            | 08/10/1974                       | 25/11/1974                    |
| 31    | Basse-Californie du Sud | 08/10/1974                       | 25/03/1975                    |

| Année | Nombre de bancos | Reçus par les États-Unis (km2) | Reçus par le Mexique (km2) |       | Année | Nombre de bancos | Reçus par les États-Unis (km2) | Reçus par le Mexique (km2) |
| ----- | ---------------- | ------------------------------ | -------------------------- | ----- | ----- | ---------------- | ------------------------------ | -------------------------- |
| 1910  | 57               | 21,68                          | 12,55                      |       | 1942  | 1                | 0,26                           | 0                          |
| 1912  | 31               | 4,43                           | 9,48                       | 1943  | 4     | 1,95             | 0,41                           |                            |
| 1928  | 42               | 12,5                           | 5,7                        | 1944  | 14    | 1,03             | 0,67                           |                            |
| 1930  | 31               | 18,96                          | 3,98                       | 1945  | 16    | 0,97             | 1,35                           |                            |
| 1931  | 4                | 0,64                           | 1,33                       | 1946  | 1     | 0,75             | 0                              |                            |
| 1932  | 2                | 0,65                           | 0                          | 1949  | 2     | 0,77             | 0,74                           |                            |
| 1933  | 1                | 0                              | 0,49                       | 1956  | 1     | 2,06             | 0                              |                            |
| 1934  | 1                | 1,13                           | 0                          | 1968  | 1     | 0                | 0,63                           |                            |
| 1939  | 1                | 0,97                           | 0                          | 1970  | 21    | 1,82             | 7,62                           |                            |
| 1940  | 2                | 0                              | 0,85                       | 1976  | 6     | 0,2              | 0                              |                            |
| 1941  | 6                | 0,91                           | 0,1                        | Total | 245   | 71,68            | 47,19                          |                            |

## Organisation par entités fédérales
| #  | États fédéraux          | Adhésion   | Ratification de la Constitution fédérale du Mexique | Ratification de la Constitution fédérale du Mexique | Ratification de la Constitution fédérale du Mexique | Ratification de la Constitution fédérale du Mexique | Ratification de la Constitution fédérale du Mexique | Ratification de la Constitution fédérale du Mexique | Capitale après 1917        |
| #  | États fédéraux          | Adhésion   | 04-10-1824                                          | Capitale                                            | 05-02-1857                                          | Capitale                                            | 05-02-1917                                          | Capitale                                            | Capitale après 1917        |
| -- | ----------------------- | ---------- | --------------------------------------------------- | --------------------------------------------------- | --------------------------------------------------- | --------------------------------------------------- | --------------------------------------------------- | --------------------------------------------------- | -------------------------- |
| 1  | Aguascalientes          | 05-02-1857 | Non                                                 | Null                                                | Oui                                                 | Aguascalientes                                      | Oui                                                 | Aguascalientes                                      | Aguascalientes             |
| 2  | Basse-Californie        | 16-01-1952 | Non                                                 | Null                                                | Non                                                 | Null                                                | Non                                                 | Mexicali                                            | Mexicali                   |
| 3  | Basse-Californie du Sud | 08-10-1974 | Non                                                 | Null                                                | Non                                                 | Null                                                | Non                                                 | La Paz                                              | La Paz                     |
| 4  | Campeche                | 19-02-1862 | Non                                                 | Null                                                | Non                                                 | Null                                                | Oui                                                 | Campeche                                            | San Francisco de Campeche  |
| 5  | Chiapas                 | 14-09-1824 | Oui                                                 | San Cristóbal                                       | Oui                                                 | San Cristóbal                                       | Oui                                                 | Chiapas                                             | Tuxtla Gutiérrez           |
| 6  | Chihuahua               | 06-07-1824 | Oui                                                 | Chihuahua                                           | Oui                                                 | Chihuahua                                           | Oui                                                 | Chihuahua                                           | Chihuahua                  |
| 7  | Coahuila de Zaragoza    | 20-05-1848 | Non                                                 | Null                                                | Oui                                                 | Null                                                | Oui                                                 | Saltillo                                            | Saltillo                   |
|    | Coahuila y Tejas        | 07-05-1824 | Oui                                                 | Saltillo                                            | Non                                                 | Null                                                | Non                                                 | Null                                                | Null                       |
| 8  | Colima                  | 05-02-1857 | Non                                                 | Null                                                | Oui                                                 | Null                                                | Oui                                                 | Colima                                              | Colima                     |
| 9  | Durango                 | 22-05-1824 | Oui                                                 | Victoria de Durango                                 | Oui                                                 | Victoria de Durango                                 | Oui                                                 | Victoria de Durango                                 | Victoria de Durango        |
| 10 | Guanajuato              | 31-01-1824 | Oui                                                 | Guanajuato                                          | Oui                                                 | Guanajuato                                          | Oui                                                 | Guanajuato                                          | Guanajuato                 |
| 11 | Guerrero                | 18-05-1847 | Non                                                 | Null                                                | Oui                                                 | Tixtla Guerrero                                     | Oui                                                 | Chilpancingo                                        | Chilpancingo de los Bravo  |
| 12 | Hidalgo                 | 16-01-1869 | Non                                                 | Null                                                | Non                                                 | Null                                                | Oui                                                 | Pachuca                                             | Pachuca de Soto            |
|    | Interno del Norte       | 31-01-1824 | Non                                                 | Null                                                | Non                                                 | Null                                                | Non                                                 | Null                                                | Null                       |
|    | Interno de Occidente    | 31-01-1824 | Non                                                 | Null                                                | Non                                                 | Null                                                | Non                                                 | Null                                                | Null                       |
|    | Interno de Oriente      | 31-01-1824 | Non                                                 | Null                                                | Non                                                 | Null                                                | Non                                                 | Null                                                | Null                       |
| 13 | Jalisco                 | 31-01-1824 | Oui                                                 | Guadalajara                                         | Oui                                                 | Guadalajara                                         | Oui                                                 | Guadalajara                                         | Guadalajara                |
| 14 | Mexico                  | 31-01-1824 | Oui                                                 | Mexico                                              | Oui                                                 | Toluca                                              | Oui                                                 | Toluca                                              | Toluca de Lerdo            |
| 15 | Michoacán de Ocampo     | 31-01-1824 | Oui                                                 | Valladolid                                          | Oui                                                 | Morelia                                             | Oui                                                 | Morelia                                             | Morelia                    |
| 16 | Morelos                 | 17-04-1869 | Non                                                 | Null                                                | Non                                                 | Null                                                | Oui                                                 | Cuernavaca                                          | Cuernavaca                 |
| 17 | Nayarit                 | 05-02-1917 | Non                                                 | Null                                                | Non                                                 | Null                                                | Oui                                                 | Tepic                                               | Tepic                      |
| 18 | Nuevo León              | 07-05-1824 | Oui                                                 | Monterrey                                           | Oui                                                 | Monterrey                                           | Oui                                                 | Monterrey                                           | Monterrey                  |
|    | Nuevo León y Coahuila   | 19-02-1856 | Non                                                 | Null                                                | Oui                                                 | Saltillo                                            | Non                                                 | Null                                                | Null                       |
| 19 | Oaxaca                  | 31-01-1824 | Oui                                                 | Oajaca                                              | Oui                                                 | Oaxaca                                              | Oui                                                 | Oaxaca                                              | Oaxaca de Juárez           |
| 20 | Puebla                  | 31-01-1824 | Oui                                                 | Puebla                                              | Oui                                                 | Puebla                                              | Oui                                                 | Puebla de Zaragoza                                  | Heroica Puebla de Zaragoza |
| 21 | Querétaro de Arteaga    | 31-01-1824 | Oui                                                 | Querétaro                                           | Oui                                                 | Querétaro                                           | Oui                                                 | Querétaro                                           | Santiago de Querétaro      |
| 22 | Quintana Roo            | 08-10-1974 | Non                                                 | Null                                                | Non                                                 | Null                                                | Non                                                 | Chetumal                                            | Chetumal                   |
| 23 | San Luis Potosí         | 31-01-1824 | Oui                                                 | San Luis Potosí                                     | Oui                                                 | San Luis Potosí                                     | Oui                                                 | San Luis Potosí                                     | San Luis Potosí            |
| 24 | Sinaloa                 | 13-10-1830 | Non                                                 | Null                                                | Oui                                                 | Culiacán                                            | Oui                                                 | Culiacán                                            | Culiacán Rosales           |
| 25 | Sonora                  | 13-10-1830 | Non                                                 | Null                                                | Oui                                                 | Hermosillo                                          | Oui                                                 | Hermosillo                                          | Hermosillo                 |
|    | Sonora y Sinaloa        | 04-10-1824 | Oui                                                 | Null                                                | Non                                                 | Null                                                | Non                                                 | Null                                                | Null                       |
| 26 | Tabasco                 | 31-01-1824 | Oui                                                 | San Juan Bautista                                   | Oui                                                 | San Juan Bautista                                   | Oui                                                 | Villahermosa                                        | Villahermosa               |
| 27 | Tamaulipas              | 31-01-1824 | Oui                                                 | Ciudad Victoria                                     | Oui                                                 | Ciudad Victoria                                     | Oui                                                 | Ciudad Victoria                                     | Ciudad Victoria            |
| 28 | Tlaxcala                | 05-02-1857 | Non                                                 | Null                                                | Oui                                                 | Tlaxcala                                            | Oui                                                 | Tlaxcala                                            | Tlaxcala de Xicohténcatl   |
| 29 | Veracruz-Llave          | 31-01-1824 | Oui                                                 | Jalapa                                              | Oui                                                 | Jalapa                                              | Oui                                                 | Orizaba                                             | Xalapa-Enríquez            |
| 30 | Yucatán                 | 31-01-1824 | Oui                                                 | Marida                                              | Oui                                                 | Mérida                                              | Oui                                                 | Mérida                                              | Mérida                     |
| 31 | Zacatecas               | 31-01-1824 | Oui                                                 | Zacatecas                                           | Oui                                                 | Zacatecas                                           | Oui                                                 | Zacatecas                                           | Zacatecas                  |
| #  | Territoires             | Adhésion   | 04-10-1824                                          | Capitale                                            | 05-02-1857                                          | Capitale                                            | 05-02-1917                                          | Capitale                                            | Capitale                   |
|    | Aguascalientes          | 23-05-1835 | Non                                                 | Null                                                | Non                                                 | Null                                                | Non                                                 | Null                                                | Null                       |
|    | Alta California         | 04-10-1824 | Oui                                                 | Null                                                | Non                                                 | Null                                                | Non                                                 | Null                                                | Null                       |
|    | Baja California         | 20-05-1848 | Non                                                 | Null                                                | Non                                                 | Null                                                | Oui                                                 | Null                                                | Null                       |
|    | Baja California Norte   | 07-02-1931 | Non                                                 | Null                                                | Non                                                 | Null                                                | Non                                                 | Null                                                | Null                       |
|    | Baja California Sur     | 07-02-1931 | Non                                                 | Null                                                | Non                                                 | Null                                                | Non                                                 | Null                                                | Null                       |
|    | Bravo                   | 17-06-1914 | Non                                                 | Null                                                | Non                                                 | Null                                                | Non                                                 | Null                                                | Null                       |
|    | Colima                  | 04-10-1824 | Oui                                                 | Colima                                              | Non                                                 | Null                                                | Non                                                 | Null                                                | Null                       |
| 32 | District fédéral        | 18-11-1824 | Non                                                 | Null                                                | Oui                                                 | Null                                                | Oui                                                 | Null                                                | Null                       |
|    | Isla del Carmen         | 16-10-1853 | Non                                                 | Null                                                | Oui                                                 | Null                                                | Oui                                                 | Null                                                | Null                       |
|    | Jiménez                 | 17-06-1914 | Non                                                 | Null                                                | Oui                                                 | Null                                                | Oui                                                 | Null                                                | Null                       |
|    | Nuevo México            | 06-07-1824 | Oui                                                 | Null                                                | Oui                                                 | Null                                                | Oui                                                 | Null                                                | Null                       |
|    | Las Californias         | 31-01-1824 | Non                                                 | Null                                                | Non                                                 | Null                                                | Non                                                 | Null                                                | Null                       |
|    | Tejas                   | 22-08-1846 | Non                                                 | Null                                                | Oui                                                 | Null                                                | Oui                                                 | Null                                                | Null                       |
|    | Tepic                   | 12-12-1884 | Non                                                 | Null                                                | Non                                                 | Null                                                | Non                                                 | Null                                                | Null                       |
|    | Quintana Roo            | 24-11-1902 | Non                                                 | Null                                                | Non                                                 | Null                                                | Oui                                                 | Payo Obispo                                         | Null                       |
|    | Tlaxcala                | 24-11-1824 | Non                                                 | Null                                                | Non                                                 | Null                                                | Non                                                 | Null                                                | Null                       |

## Organisation par départements impériaux
| #      | Département | Capitale        | Superficie | Population | Adhésion   | #       | Département     | Capitale          | Superficie | Population | Adhésion   |
| ------ | ----------- | --------------- | ---------- | ---------- | ---------- | ------- | --------------- | ----------------- | ---------- | ---------- | ---------- |
| I      | Yucatán     | Mérida          | 4 902      | 263 547    | 03-03-1865 | II      | Campeche        | Campeche          | 2 975      | 126 368    | 03-03-1865 |
| III    | La Laguna   | El Carmen       | 1 685      | 47 000     | 03-03-1865 | IV      | Tabasco         | San Juan Bautista | 1 905      | 99 930     | 03-03-1865 |
| V      | Chiapas     | San Cristóbal   | 1 871      | 157 317    | 03-03-1865 | VI      | Tehuantepec     | Suchil            | 1 999      | 85 275     | 03-03-1865 |
| VII    | Oaxaca      | Oaxaca          | 1 839      | 235 845    | 03-03-1865 | VIII    | Ejutla          | Ejutla            | 1 157      | 93 675     | 03-03-1865 |
| IX     | Teposcolula | Teposcolula     | 1 352      | 160 720    | 03-03-1865 | X       | Veracruz        | Veracruz          | 2 119      | 265 159    | 03-03-1865 |
| XI     | Tuxpan      | Tuxpan          | 1 325      | 97 940     | 03-03-1865 | XII     | Puebla          | Puebla            | 1 141      | 467 788    | 03-03-1865 |
| XIII   | Tlaxcala    | Tlaxcala        | 1 030      | 339 571    | 03-03-1865 | XIV     | Valle de México | México            | 410        | 481 796    | 03-03-1865 |
| XV     | Tulancingo  | Tulancingo      | 1 030      | 266 678    | 03-03-1865 | XVI     | Tula            | Tula              | 617        | 178 174    | 03-03-1865 |
| XVII   | Toluca      | Toluca          | 1 095      | 311 853    | 03-03-1865 | XVIII   | Iturbide        | Tasco             | 833        | 157 619    | 03-03-1865 |
| XIX    | Querétaro   | Querétaro       | 946        | 273 515    | 03-03-1865 | XX      | Guerrero        | Chilpancingo      | 1 668      | 124 836    | 03-03-1865 |
| XXL    | Acapulco    | Acapulco        | 1 965      | 97 949     | 03-03-1865 | XXII    | Michoacán       | Morelia           | 1 750      | 417 378    | 03-03-1865 |
| XXIII  | Tancítaro   | Tancítaro       | 1 194      | 179 100    | 03-03-1865 | XXIV    | Coalcomán       | Coalcomán         | 993        | 96 450     | 03-03-1865 |
| XXV    | Colima      | Colima          | 1 131      | 136 733    | 03-03-1865 | XXVI    | Jalisco         | Guadalajara       | 1 252      | 219 987    | 03-03-1865 |
| XXVII  | Autlán      | Autlán          | 1 394      | 82 624     | 03-03-1865 | XXVIII  | Nayarit         | Acaponeta         | 1 718      | 78 605     | 03-03-1865 |
| XXIX   | Guanajuato  | Guanajuato      | 1 452      | 601 850    | 03-03-1865 | XXX     | Aguascalientes  | Aguascalientes    | 1 768      | 433 151    | 03-03-1865 |
| XXXI   | Zacatecas   | Zacatecas       | 1 785      | 192 823    | 03-03-1865 | XXXII   | Fresnillo       | Fresnillo         | 2 299      | 82 860     | 03-03-1865 |
| XXXIII | Potosí      | San Luis        | 2 166      | 308 116    | 03-03-1865 | XXXIV   | Matehuala       | Matehuala         | 2 097      | 82 427     | 03-03-1865 |
| XXXV   | Tamaulipas  | Ciudad Victoria | 1 969      | 71 470     | 03-03-1865 | XXXVI   | Matamoros       | Matamoros         | 2 195      | 40 034     | 03-03-1865 |
| XXXVII | Nuevo León  | Monterrey       | 2 379      | 152 645    | 03-03-1865 | XXXVIII | Coahuila        | Saltillo          | 3 996      | 63 178     | 03-03-1865 |
| XXXIX  | Mapimí      | Rosas           | 4 528      | 6 777      | 03-03-1865 | XL      | Mazatlán        | Mazatlán          | 2 116      | 94 387     | 03-03-1865 |
| XLI    | Sinaloa     | Sinaloa         | 2 576      | 82 185     | 03-03-1865 | XLII    | Durango         | Durango           | 3 394      | 103 608    | 03-03-1865 |
| XLIII  | Nazas       | Indée           | 3 089      | 46 495     | 03-03-1865 | XLIV    | Alamos          | Alamos            | 2 657      | 41 041     | 03-03-1865 |
| XLV    | Sonora      | Ures            | 4 198      | 80 129     | 03-03-1865 | XLVI    | Arizona         | Altar             | 4 852      | 25 603     | 03-03-1865 |
| XLVII  | Huejuquilla | Jiménez         | 4 479      | 16 092     | 03-03-1865 | XLVIII  | Batopilas       | Hidalgo           | 2 967      | 71 481     | 03-03-1865 |
| XLIX   | Chihuahua   | Chihuahua       | 5 341      | 65 824     | 03-03-1865 | L       | California      | La Paz            | 8 437      | 12 420     | 03-03-1865 |